# Gordius minor
Gordius minor är en djurart som tillhör fylumet slemmaskar, och. Gordius minor ingår i släktet Gordius, fylumet slemmaskar och riket djur. Utöver nominatformen finns också underarten G. m. albus.